# Museum für Lebensgeschichten
Il Museum für Lebensgeschichten (in italiano "Museo delle storie di vita") si trova a Speicher nel Canton Appenzello Esterno, e documenta e presenta biografie di personalità storiche o contemporanee della regione. Nel 2009 il museo è stato insignito della menzione speciale del Premio del museo europeo dell'anno.

## Storia
Tra il 2004 e il 2006 la Fondazione Leben im Alter ha costruito a Speicher un nuovo centro per anziani con appartamenti e una casa di cura. È stato indetto un concorso per l'esposizione artistica del centro, vinto da Hans Ruedi Fricker di Trogen. Il suo obiettivo era quello di documentare e rendere visibili le storie della vita degli abitanti del centro per anziani e delle personalità straordinarie dei due semicantoni dell'Appenzello. Voleva anche far sì che gli ospiti del centro avessero una biografia e non semplicemente un numero di stanza. La sezione espositiva è completata da un ErinnerBAR: un luogo d'incontro per raccontare storie, fare rete e sfogliare la piccola mediateca. Per la realizzazione è stata fondata un'associazione promotrice. Il Museum für Lebensgeschichten è stato inaugurato nel luglio 2006 insieme al centro di assistenza e residenza per anziani Hof Speicher. La prima mostra era incentrata sulla vita dell'artista Hans Krüsi, che aveva ottenuto la residenza a Speicher.

## Edificio
Il Museum für Lebensgeschichten è integrato nel centro anziani Hof Speicher. Il centro di residenza e di cura per anziani è stato costruito tra il 2004 e il 2006 dagli architetti Beat Affolter e Piet Kempter di San Gallo. Gli edifici in legno sono rivestiti esternamente con ardesia naturale scura. L'intero centro pensionistico è composto da tre edifici separati. Il Museum für Lebensgeschichten è situato nella zona d'ingresso dell'edificio centrale e nei corridoi adiacenti al ristorante aperto al pubblico. Il centro del museo è l'ErinnerBAR nella lounge.

## Collezione
Il Museum für Lebensgeschichten non è una collezione di oggetti, bensì un museo dinamico e un progetto socio-culturale. Le storie di vita dei residenti e dei personaggi storici della regione vengono raccontate, scritte ed esposte.

## Esposizioni

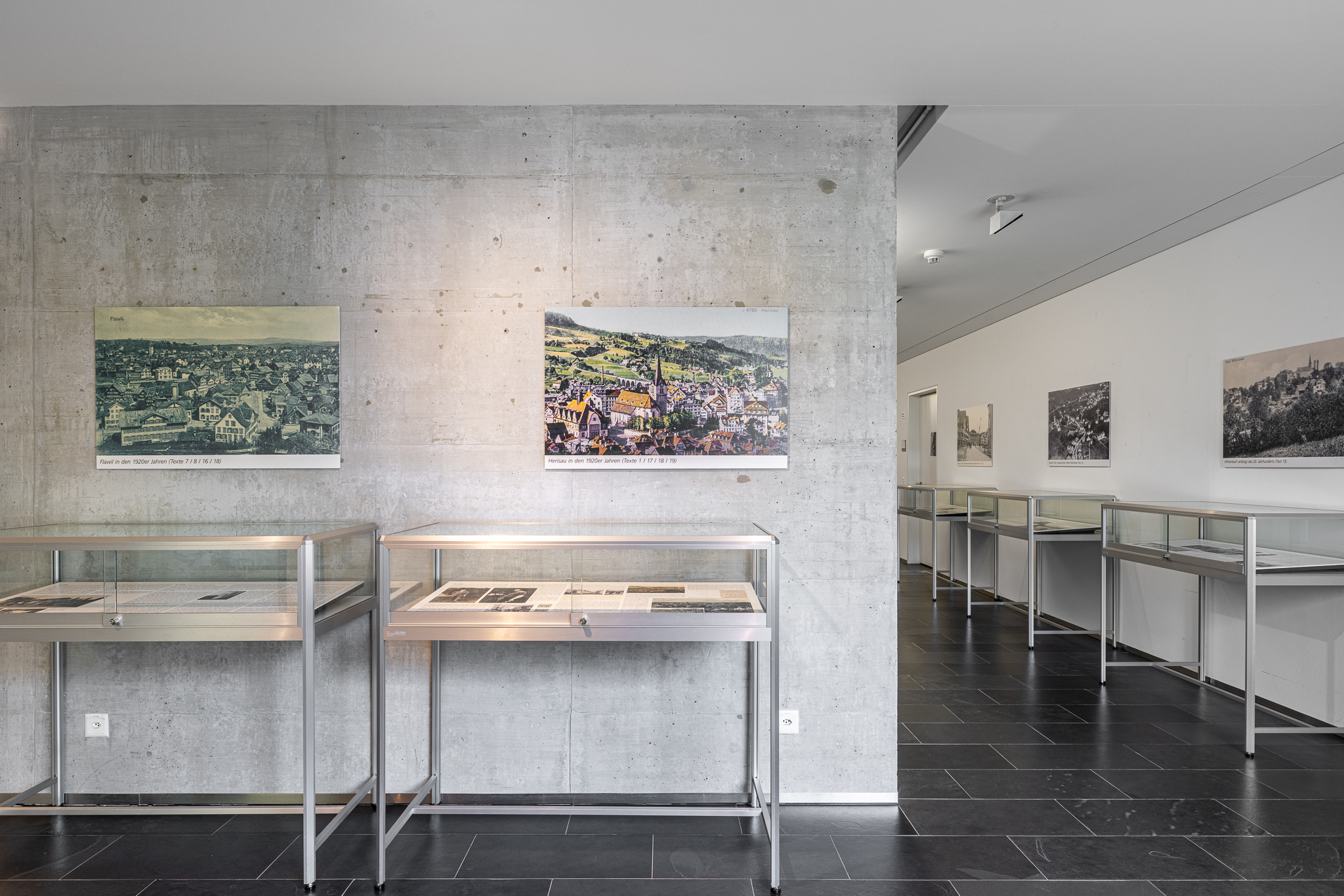
La mostra si trova al piano terra del centro di assistenza e residenza per anziani Hof Speicher

Ogni anno vengono allestite circa due mostre temporanee. Esse documentano la vita e le opere di una persona utilizzando immagini, testi e oggetti. La biografia individuale viene elaborata e esposta e, oltre alla storia del singolo individuo, viene ricordato come le persone vivevano e lavoravano nel territorio fino a tempi recenti. Queste memorie arricchiscono e ampliano i collegamenti con il presente e gli sviluppi. Vengono selezionate personalità note ma anche persone comuni. Ad esempio in alcune mostre sono stati soggetto di esposizioni il centenario Jakob Eugster, l'artista Roswitha Merz, l'ingegnere e pittore Fred Sager, il fotografo Mäddel Fuchs e l'artista Marisa Fuchs, e il musicista e ricamatore Ficht Tanner. La mostra dell'estate 2023 è stata dedicata a Ernst Kriemler, che raccontò la sua vita in sette quaderni di scuola.
Sebbene le mostre vengano prima o poi smantellate, tutte le storie della vita delle persone vengono messe per iscritto, principalmente da parte di scrittori professionisti. Queste testimonianze scritte vengono stampate in opuscoli e sono disponibili nella mediateca e anche nella pagina web del museo.

Poiché il Museo delle storie di vita è un progetto di storia orale, un elemento importante sono i "caffè dei racconti" mensili, dove gli anziani si incontrano e sono incoraggiati a raccontare storie della loro vita, condividere esperienze e formare una comunità. I contatti interni ed esterni permettono la realizzazione di un programma diversificato di eventi.

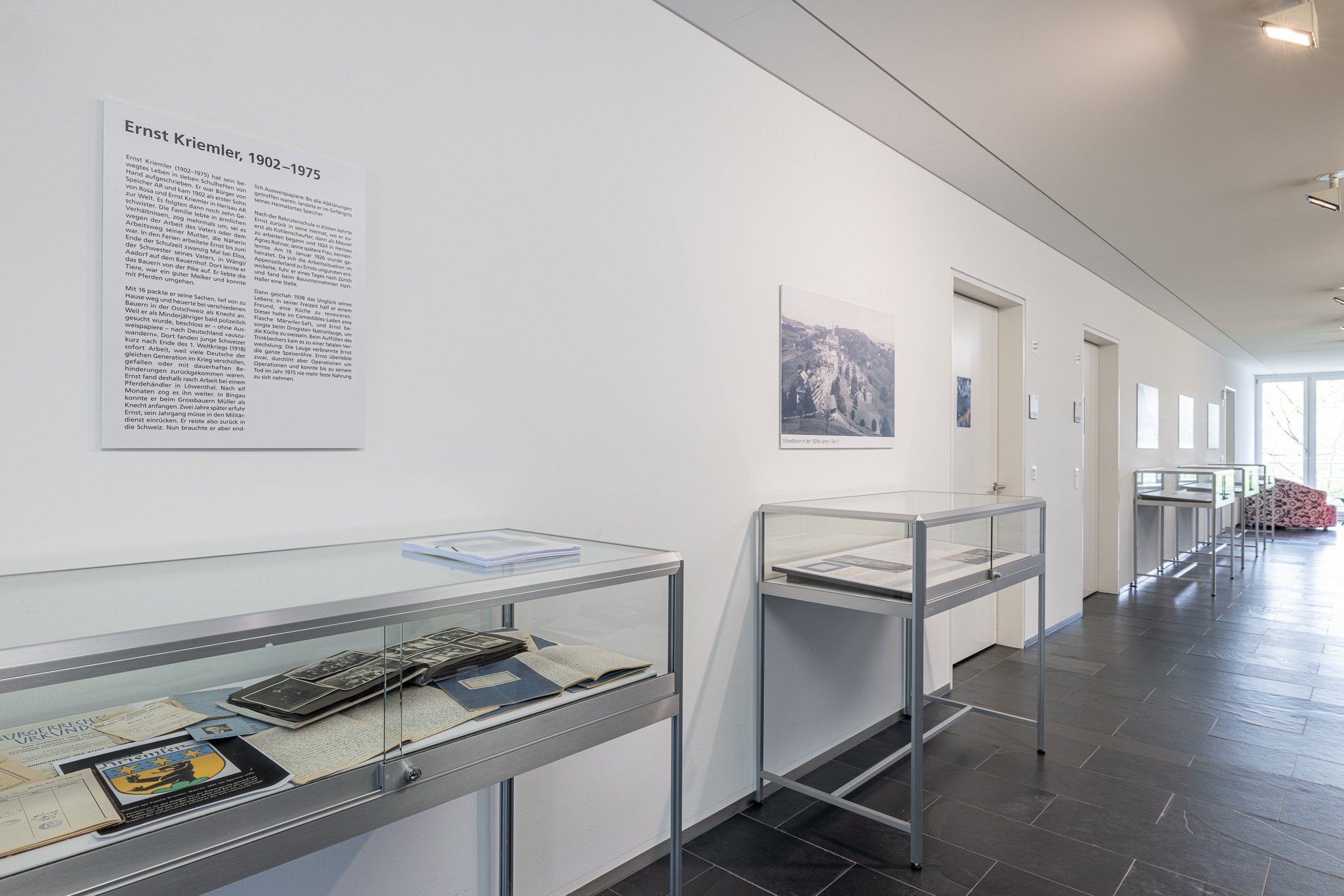
La mostra su Ernst Kriemler (1902–1975).
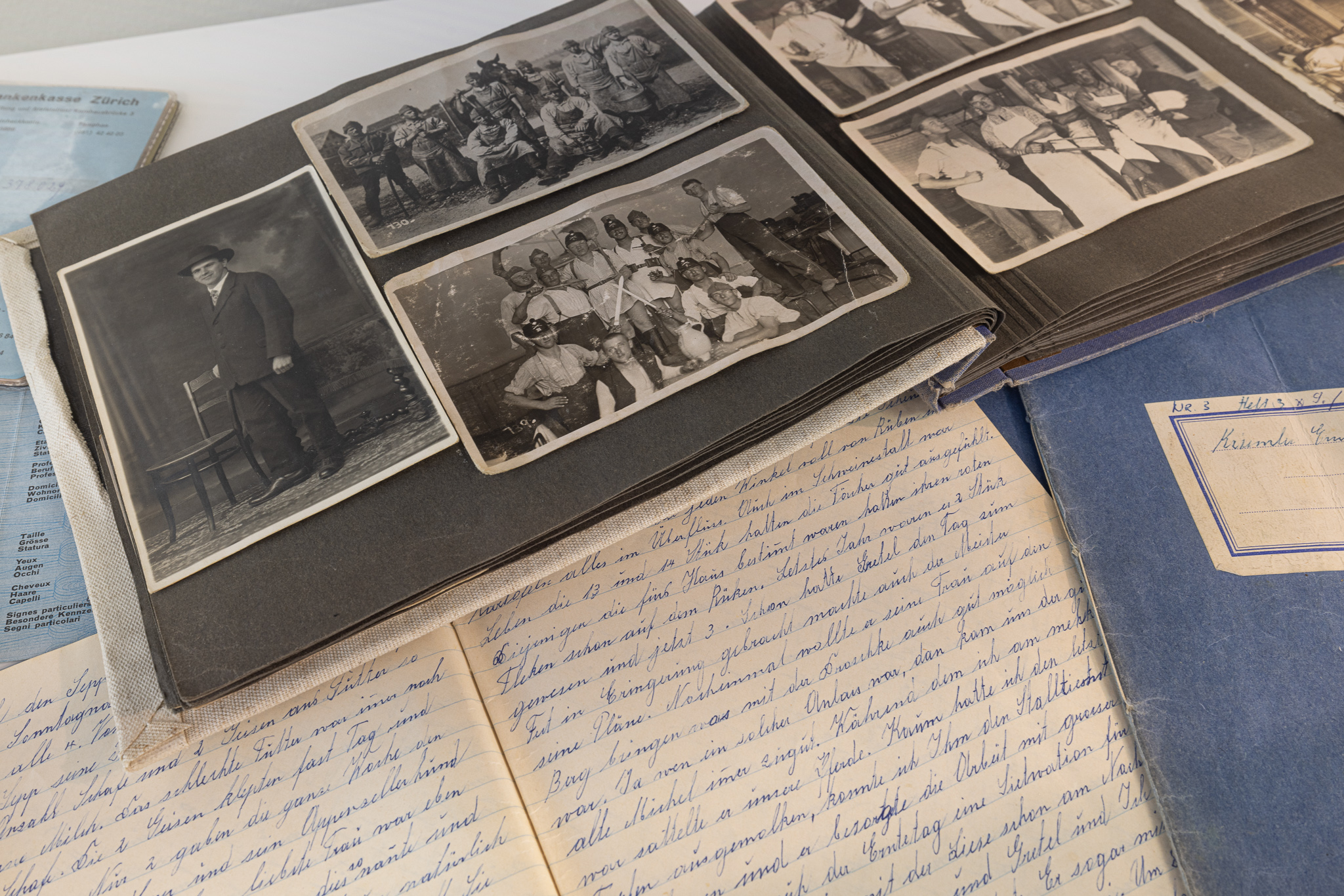
Documenti da Ernst Kriemler: foto e quaderni di scuola in cui scrisse la sua vita.
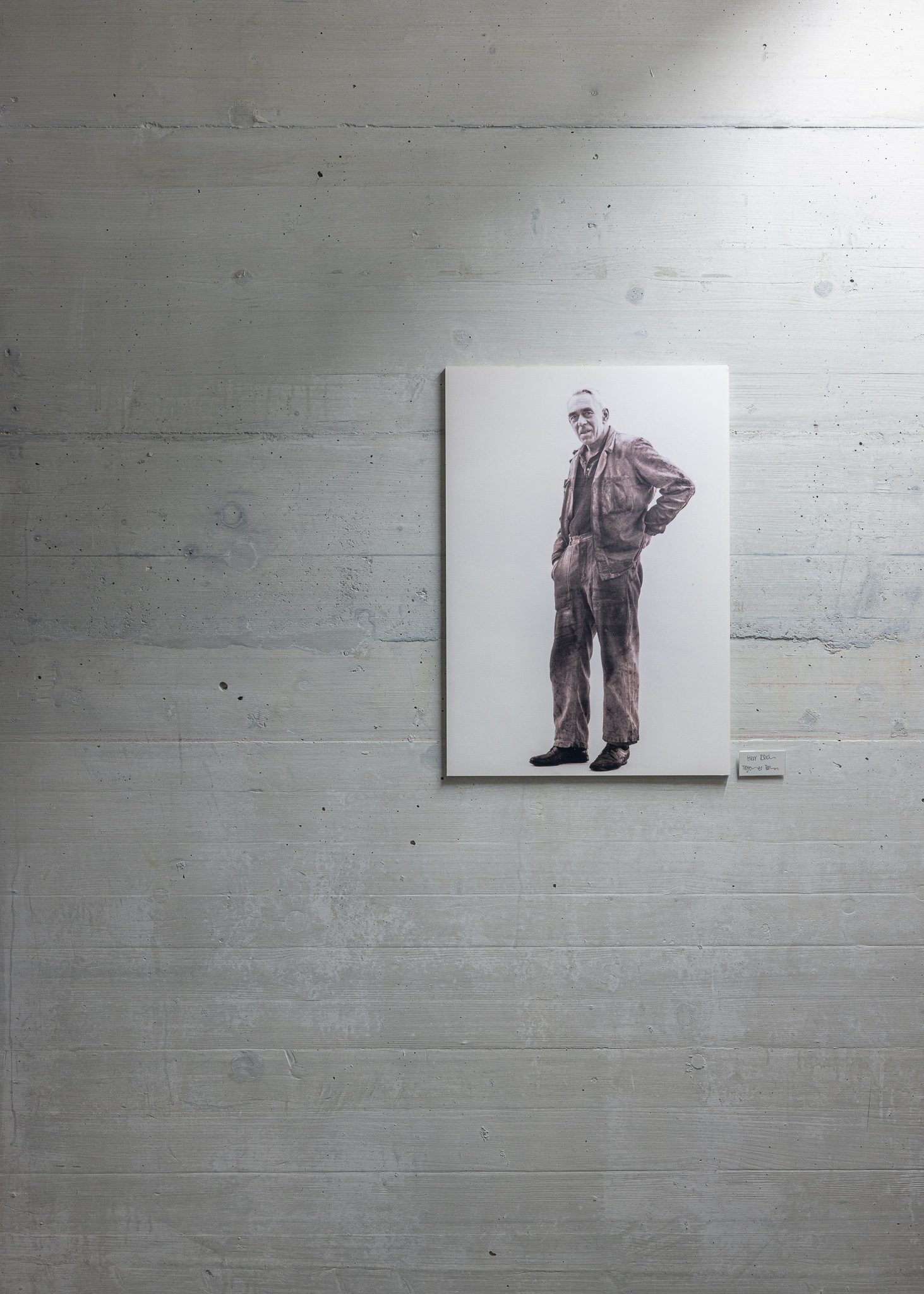
Esposizione nei corridoi dell'Hof Speicher.

## Altre offerte al pubblico
Sono previste visite guidate alle mostre e un programma di eventi pubblici con conferenze, letture, musica, proiezioni di film e dibattiti.

## Gestione
Il museo è gestito da un'associazione e la presidente è Hannelore Schärer. Il comitato sviluppa il programma e in alcuni casi viene chiamato un curatore per le mostre.